# Fluxo de caixa

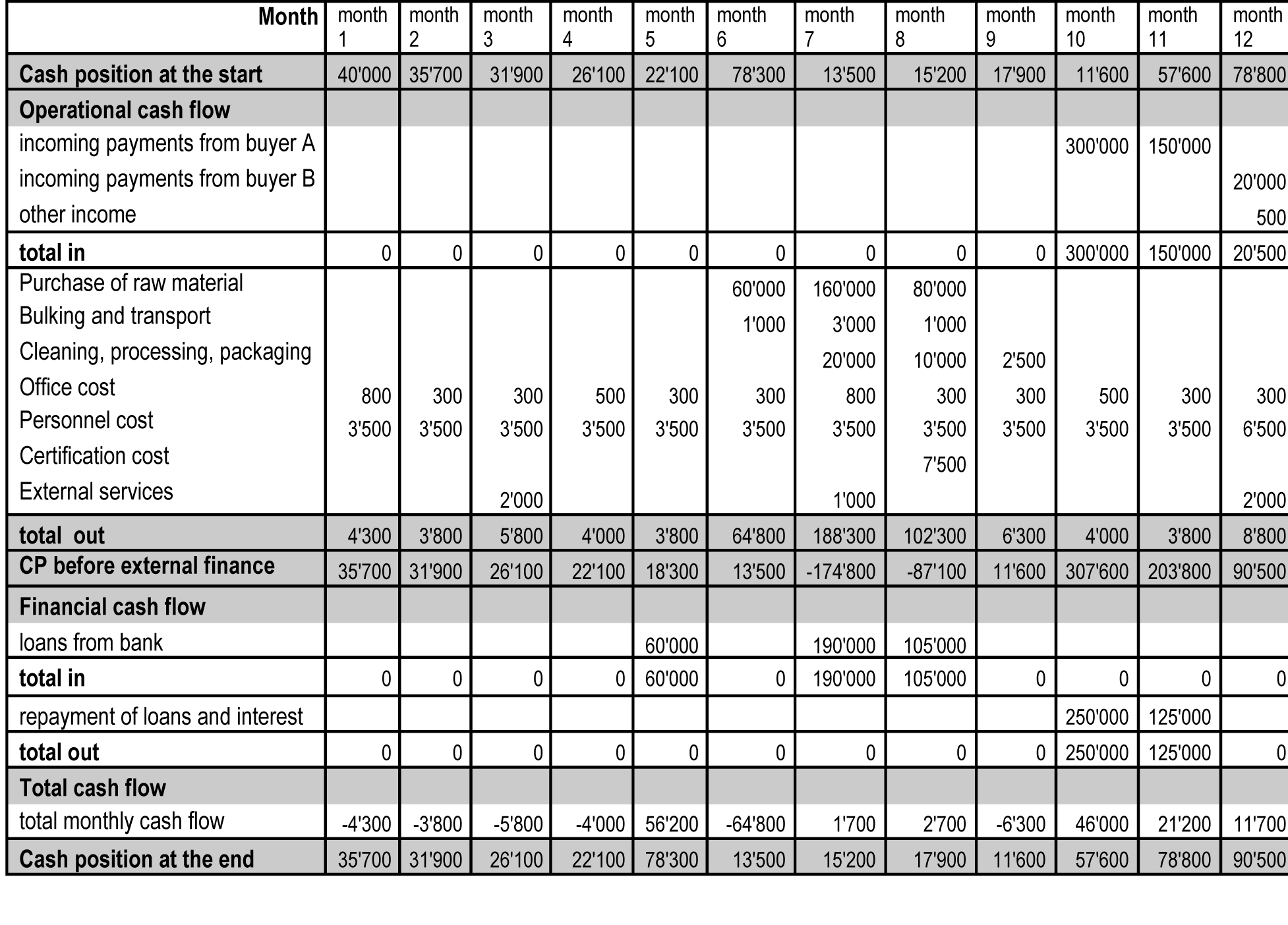
O fluxo de caixa é uma das ferramentas mais utilizadas pelas ciências contábeis

Em Finanças, o fluxo de caixa refere-se ao fluxo do dinheiro no caixa da empresa, ou seja, ao montante de caixa recolhido e gasto por uma empresa durante um período de tempo definido, algumas vezes ligado a um projeto específico. O fluxo de caixa refere-se ao movimento de dinheiro no período passado, enquanto o orçamento é o seu equivalente para períodos futuros.
O Fluxo de Caixa é uma das ferramentas mais utilizadas pelas ciências contábeis, sendo um instrumento de gestão financeira que projeta para períodos futuros todas as entradas e as saídas de recursos financeiros da empresa, indicando como será o saldo de caixa para o período projetado.
De fácil elaboração para as empresas que possuem os controles financeiros bem organizados, ele deve ser utilizado para controle e, principalmente, como instrumento na tomada de decisões. O Fluxo de Caixa deve ser considerado como uma estrutura flexível, no qual o empresário deve inserir informações de entradas e saídas conforme as necessidades da empresa. Com as informações do Fluxo de Caixa, o empresário pode elaborar a Estrutura Gerencial de Resultados, a Análise de Sensibilidade, calcular a Rentabilidade, a Lucratividade, o Ponto de Equilíbrio e o Prazo de retorno do investimento. O objetivo é verificar a saúde financeira do negócio a partir de análise e obter uma resposta clara sobre as possibilidades de sucesso do investimento e do estágio atual da empresa.  
O fluxo de caixa mal feito traz vários problemas para uma empresa, e um dos entraves é o vencimento das obrigações a pagar em um momento em que o caixa da empresa está desfalcado. Quando isso ocorre, a empresa se vê, na maioria das vezes, obrigada a contrair empréstimos para não ficar em débito com os fornecedores e prejudicar transações futuras. 
Entre as três principais razões de falência ou insucessos de empresa, uma delas é a falta de planejamento financeiro ou a ausência total de fluxo de caixa e a previsão de fluxo de caixa (projetar as receitas e as despesas da empresa). 
Sem um fluxo de caixa projetado a empresa não sabe antecipadamente quanto precisará de um financiamento ou quando terá, ainda que temporariamente, sobra de recursos para aplicar no mercado financeiro (ganhando juros, reduzindo o custo do capital de terceiros emprestado). 

## Tipos de Fluxo de Caixa
O Fluxo de Caixa é apenas medir o resultado do período (Modelo Operacional) em termos financeiros (Resultado do Negócio – semelhante a uma Demonstração do Resultado do Exercício) ou ser um Modelo Completo, incluindo todas as alterações no caixa, as de investimento (compra e venda de ativo...) e as de financiamento (obtenção de novos recursos no mercado...) A Demonstração dos Fluxos de Caixa pode ainda ser dividida em modelo direto e indireto.
No modelo direto, destacam-se objetivamente as entradas e saídas de dinheiro, informando-se a origem (fonte) e o uso (aplicação). É um modelo mais revelador e facilmente analisado pelo leigo em contabilidade.
No modelo indireto, as variações no caixa decorrentes da atividade operacional são identificadas pelas mudanças no capital de giro da empresa (circulantes). Por exemplo, um aumento na conta estoque pressupõe redução do caixa, pois provocará um desembolso adicional. Uma redução da conta fornecedores pressupõe também uma redução do caixa, pois saiu dinheiro para pagamento da dívida com fornecedores. Conforme estabelece o item 11 da NPC (Normas de Procedimentos de Contabilidade) nº 20/1999, a Demonstração dos Fluxos de Caixa para um determinado período ou exercício deve apresentar o fluxo de caixa oriundo ou aplicado nas atividades operacionais, de investimento e de financiamentos e o seu efeito líquido sobre os saldo de caixa, conciliando seus saldos no início e no final do período ou exercício.

## Divulgação adicionais
Estabelece, ainda, a NPC nº 20/1999 que a empresa deverá divulgar informações sobre a demonstração dos fluxos de caixa referentes à conciliação do resultado do exercício com valor das disponibilidades líquidas geradas ou utilizadas nas atividades operacionais.

## Elaboração do Fluxo de Caixa
Uma das formas mais simples seria a empresa processar todas as movimentações financeiras nos modelos do Livro Caixa. Outra forma muito usada é avaliar as movimentações do Balanço Patrimonial e Demonstração do Resultado do Exercício (DRE). Para elaboração da DFC, seja pelo método direto ou indireto, os dados são coletados dos Balanços do exercício (atual e anterior) e da DRE do exercício atual, além de consultas em fichas de Razão de algumas contas. Tanto na DFC direta quanto na indireta, as informações apresentadas no grupo das Atividades de Investimento e de Financiamento são as mesmas. O que muda é a forma de apresentar a origem e destino do dinheiro em decorrência das atividades operacionais. Na DFC indireta, parte-se do resultado do exercício, ajustando-se pela eliminação dos resultados não financeiros e pela adição ou exclusão das variações ocorridas nos grupos de contas do Ativo Circulante, exceto as Disponibilidades, e do Passivo Circulante.

## Demonstração dos Fluxos de Caixa (DFC)
A demonstração dos fluxos de caixa (DFC) é um relatório contábil que tem por fim evidenciar as transações ocorridas em um determinado período e que provocaram modificações no saldo da conta Caixa. Trata-se de uma demonstração sintetizada dos fatos administrativos que envolvem os fluxos de dinheiro ocorridos durante um determinado período, devidamente registrados a débito (entradas) e a crédito (saída) da conta Caixa. Fluxo de caixa, portanto, compreende o movimento de entrada e saída de dinheiro na empresa.

## Estrutura da DFC
A Lei 6.404/1976 também não fixou um modelo de DFC a ser observado por todas as empresas. Ela limitou-se a estabelecer no inciso I do artigo 188 que a DFC deverá indicar no mínimo as alterações ocorridas, durante o exercício, no saldo de caixa e equivalentes de caixa, segregando-se essas alterações em, no mínimo, três fluxos: das operações, dos financiamentos e dos investimentos. Pela grande importância que as informações contidas na DFC representam para a análise conjunta com as demais demonstrações financeira, o Instituto dos Auditores Independentes do Brasil (Ibracon), por meio da NPC (Normas de Procedimentos de Contabilidade) nº 20, de 30 de abril de 1999 – fundamentado nas práticas habituais que vinham sendo adotadas nos Estados Unidos e na Europa, onde a elaboração da DFC também era obrigatória – apresenta orientações para elaboração desse significativo relatório no Brasil.

## Conceito de Caixa e Equivalentes de Caixa
Entende-se por fluxo de caixa os ingressos e saídas de caixa e equivalentes. Assim, para fins da DFC, o conceito de caixa engloba todas as disponibilidades da empresa existente nas contas: Caixa (dinheiro em poder da própria empresa); Bancos conta movimento (dinheiro Da empresa em poder de estabelecimentos bancários, depositado em contas correntes) e Aplicações Financeiras de Liquidez Imediata (dinheiro da empresa investido em aplicações de altíssima liquidez). Essas três contas integram o grupo das Disponibilidades no Ativo Circulante do Balanço Patrimonial. Equivalentes de caixa compreende as contas representativas de aplicações financeiras que possuem as mesmas características de liquidez e de disponibilidades imediata. Desse modo, equivalentes de caixa abrangem todos os investimentos efetuados pela empresa, resgatáveis em até três meses e que tenham altíssima liquidez. São sobras de caixa aplicadas no mercado financeiro, cujas operações se caracterizam pela finalidade não especulativa, bem como pela possibilidade de serem resgatadas imediatamente, no momento em que a empresa desejar. Exemplos de investimentos financeiros que podem ser considerados como equivalentes de caixa: caderneta de poupança, CDB (certificado de depósito bancário) e RDB (recibo de depósito bancário) prefixados etc.

## Classificação das entradas e saídas de caixa por atividades
Conforme estabelece o inciso I do artigo 188 da Lei nº 6.404/1976 e , ainda de conformidade com as orientações contidas na citada NPC, envolvendo a estrutura da DFC, o ideal é que as transações relativas às entradas e saídas de caixa sejam selecionadas em três grupos de atividades:
1. Atividades Operacionais – compreendem as transações que envolvem a consecução do objeto social da empresa. Elas podem ser exemplificadas pelo recebimento de uma venda, pagamento de fornecedores por compra de materiais, pagamento dos funcionários etc.;
2. Atividades de Investimentos – compreendem as transações com os Ativos financeiros, as aquisições ou vendas de participações em outras empresas e de Ativos utilizados na produção de bens ou na prestação de serviço ligados ao objeto social da empresa. É importante citar que as atividades de investimentos não compreendem a aquisição de Ativos com o objetivo de revenda;
3. Atividades de Financiamentos – incluem a captação de recursos dos acionistas ou cotistas e seu retorno em forma de lucros ou dividendos, a captação de empréstimos ou outros recursos, sua amortização e remuneração.

É importante salientar que cuidados especiais precisam ser tomados no momento da classificação das transações em seus respectivos grupos de atividades, visto que, determinados recebimentos ou pagamentos de caixa podem ter características que se enquadrem tanto no fluxo de caixa das atividades operacionais, como nas atividades de financiamento, ou nas atividades de investimentos. Assim, os desembolsos efetuados para pagamento a fornecedores decorrentes de financiamentos para aquisição de bens destinados à produção ou à venda devem ser classificados como atividades operacionais; os desembolso efetuados para pagamento a fornecedores decorrentes de financiamento obtidos para aquisição de bens do Ativo Não Circulante devem ser classificados como atividade de investimento; enquanto os desembolsos efetuados para pagamento a credores referentes a empréstimos efetuados para aplicação na expansão do empreendimento devem ser classificados como atividades de financiamentos.

### Fatos que aumentam o Saldo no Caixa
A entrada de dinheiro para o caixa da empresa, na maioria das vezes, é decorrente dos seguintes fatores: 
a. recebimento de vendas a vista;
b. recebimento de duplicatas; 
c. novos empréstimos e financiamentos obtidos; 
d. ingresso de capital dos sócios ou acionistas; 
e. recebimento de vendas de itens do ativo permanente etc.
f. recuperação tributária sobre a folha de pagamento por impostos pagos e agora indevidos

### Fatos que diminuem o Saldo do caixa
Entre as diversas transações que diminuem o saldo de caixa da empresa, destacam-se: 
a. pagamento de compras a vista; 
b. pagamento a fornecedores; 
c. compras de itens do Ativo Permanente; 
d. pagamento de despesas; 
e. pagamento de juros; 
f. pagamento de dividendos etc.

### Fatos que não alteram o Saldo do Caixas
Nas operações que ocorrem no dia a dia das empresas, existem fatos que não afetam o saldo de caixa imediatamente, mas pode afetar em períodos futuros, destacam-se: 
a. compras de mercadoria a prazo; 
b. vendas de mercadoria a prazo; 
c. correção monetária do balanço; 
d. variações monetárias; 
e. provisão para devedores duvidosos; 
f. depreciação, amortização e exaustão; 
g. resultado da equivalência patrimonial;
h. reavaliação etc.